# Александар Вулін
Александар Вулін  (серб. Aleksandar Vulin, Александар Вулин; нар. 2 жовтня 1972, Нові-Сад) — проросійський сербський політик. Міністр внутрішніх справ Сербії з 28 жовтня 2020 року. З грудня 2022 року керівник Агентства безпеки й інформації Сербії. З 11 липня 2023 року під санкціями Міністерства фінансів США.
Міністр оборони з 29 червня 2017 до 28 жовтня 2020 року. Колишній директор Управління у справах Косова і Метохії в уряді Сербії (з липня 2012 по вересень 2013) і міністр без портфеля в уряді Сербії, що відповідав за Косово і Метохію (від вересня 2013 до квітня 2014). Колишній міністр питань праці, зайнятості, ветеранів та соціальної політики (2014–2017 рр.).

## Біографія
Навчався на факультеті права Університету Нові-Саду. Займався журналістикою, був активістом Союзу комуністів — Руху за Югославію. Став одним із засновників комуністичної Югославської лівиці, був, зокрема, представником партії, членом її національної ради і президентом молодіжної організації. 1998 року залишив усі посади. 2000 року заснував Партію лівих демократів, 2002 року вступив до Соціалістичної партії Сербії, яку залишив 2006 року. 2008 року очолив Рух соціалістів, який приєднався до коаліції на чолі з Сербською прогресивною партією. 2012 року отримав мандат члена Народних зборів.
У червні 2020 року брав участь у святкуванні річниці перемоги в Другій світовій війні на Красній площі в Москві. Після повернення додому отримав позитивний результат тесту на коронавірус COVID-19.